# Torymus helianthi
Torymus helianthi är en stekelart som beskrevs av Brodie 1894. Torymus helianthi ingår i släktet Torymus och familjen gallglanssteklar. Inga underarter finns listade i Catalogue of Life.